# Randijaur
Randijaur (lulesamiska: Ráddnávrre) är en by vid sjön Randijaure. Sjön ingår i Lilla Luleälvens vattensystem och ligger omkring fyra mil nordväst om Jokkmokk.
Prospektering och provborrning har tidvis skett sedan hösten 2012 i en järnmalmsfyndighet i Kallak på en halvö i Lilla Luleälv ca 5 kilometer väster om Randijaur. Vid folkräkningen 1890 hade orten 57 invånare och i  december 2020 fanns det enligt Ratsit 54 personer över 16 år registrerade med Randijaur som adress.